# أكيهيرو يانو
أكيهيرو يانو (باليابانية: 矢野燿大) هو لاعب كرة قاعدة ياباني، ولد في 6 ديسمبر 1968 في أوساكا في اليابان.

## وصلات خارجية
- أكيهيرو يانو على موقع الدوري الياباني لكرة القاعدة (الإنجليزية)
- أكيهيرو يانو على موقعبيزبول رفرنس.كوم (الدوري الثانوي) (الإنجليزية)
- أكيهيرو يانو على موقع أوليمبيديا (الإنجليزية)